# أوليفر هال
أوليفر هال (بالإنجليزية: Oliver Hall)‏ هو سياسي أمريكي، ولد في 17 فبراير 1852 في مقاطعة سانت لورنس في الولايات المتحدة، وتوفي في 25 نوفمبر 1946 في كولفاكس في الولايات المتحدة. حزبياً، نشط في الحزب الجمهوري.